# Kozara
Pour les articles homonymes, voir Kozara (homonymie).
La Kozara, en serbo-croate Козара, est un massif de montagnes du Nord-Ouest de la Bosnie-Herzégovine.

## Géographie

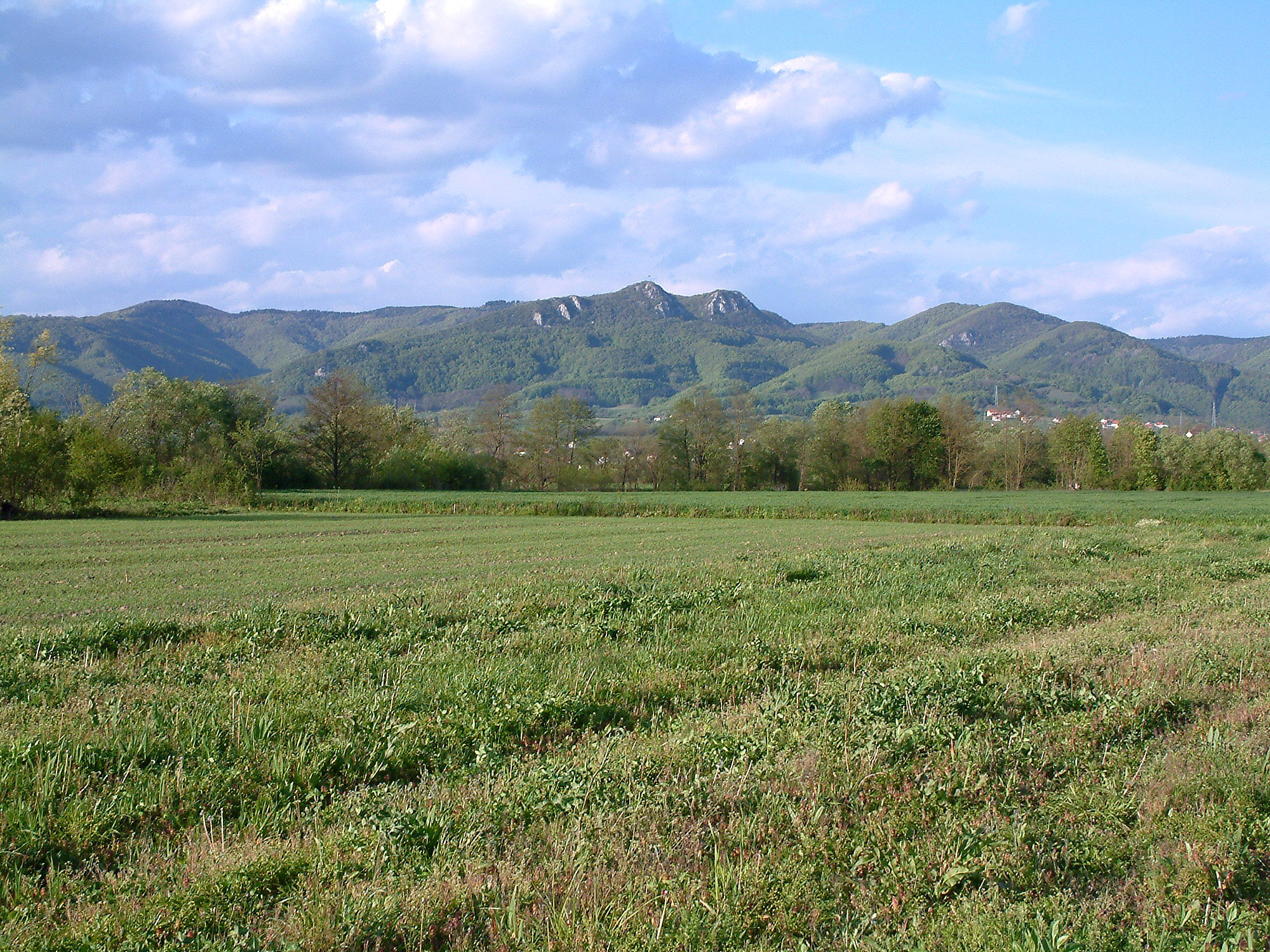
Versant du Kozara, nommé Kozaracki kamen, au-dessus de la ville de Kozarac.

Située à une trentaine de kilomètres au nord-ouest de la ville de Banja Luka, la Kozara est proche des rivières Save, Vrbas, Sana et Una. Son sommet le plus élevé, du nom de Lisina, culmine à 978 mètres d'altitude. Il est suivi des monts Gola planina (876 mètres), Mrakovica (806 mètres) et Glavuša (793 mètres).
À proximité se trouve le parc national de Kozara.

## Histoire
En 1942, la région est le théâtre de la bataille de Kozara qui oppose les partisans yougoslaves aux forces de l’Axe durant la Seconde Guerre mondiale.
C'est durant l'hiver 1942-1943, dans ces montagnes, qu'est prise la célèbre photographie intitulée Kozarčanka.